# Кир Стефан Серб
Кир Стефан Серб або Стефан Серб (серб. Кир Стефан Србин; II половина XIV—XV століття, за деякими даними — 1350 (?) — 1430 (?)) — сербський чернець, хормейстер і композитор. Складав у пізньому калофоничному стилі Візантійської музичної традицї. Самий ранній з сербських композиторів, твори якого дійшли до нашого часу.
З його відмітним композиційним стилем він є одним з найбільш ранніх (якщо не найпершим) ідентифікованих середньовічних сербських композиторів, а також одним з засновників нового стилю, званого "сербсько-візантійська школа".

## Біографія
Провів значну частину свого життя при дворі деспота Лазаря Бранковича у Смедереві, де він був придворним domestikos — хоровим диригентом. Документи свідчать про його короткочасне перебування в монастирях Куманово (Македонія) і Путна (Румунія), в останньому збереглися рукописи його пісень. Деякі джерела стверджують, що датами його життя і смерті є 1360 і 1430 роки, що він був ігуменом, керівником хору і протопсалтом монастиря Хіландар. Манускрипти творів Стефана Серба збереглися у бібліотеках Ватикану, Москви, Афін, монастирях Хіландар, Іверон, Велика Лавра, Симонопетра на Афоні.

## Твори
Стефану Сербу належить трактат з теорії музики, а також антологія літургійних творів «Psaltikia» — єдиний оригінал музичної рукописи на одній з слов'янських мов, що відноситься до XV століття і дійшов до XX століття. Манускрипт зберігався у Національній бібліотеці Сербії в Белграді. Він був знищений 6 квітня 1941 року, коли вся бібліотека згоріла після бомбардування німецькою авіацією. У 1937 році, до загибелі рукописи, сербський композитор Коста Манойлович зробив дванадцять фотографій деяких сторінок рукопису, фотокопії яких збереглися. В них знаходиться дев'ять творів композитора, деякі з яких, можливо, були автографами.
У 1961 році сербський музикознавець Димитрие Стефанович здійснив транскрипцію окремих творів Стефана Серба на сучасну музичну нотацію. Перше виконання творів Стефана було здійснено у церкві Святої Софії в Охриді, Македонія, у 1961 році.
У числі інших Стефану Сербу належать співи церковнослов'янською і грецькою мовами, що збереглися до нашого часу:
- Нинїа Сили, підписана в оригіналі «Творение доместика Кира Стефана Сербина»
- ВькȢсите и Видите, підписана в оригіналі «Творение доместика Кира Стефана Сербина»
- Γεύσασθε και ίδετε
- Σώμα Χριστού
- ПомилȢи Ме Боже
- ᾌσατε Τῷ Κυρίῳ
- Херувимська пісня

Монастир Хіландар, де Стефан Серб був ігуменом.
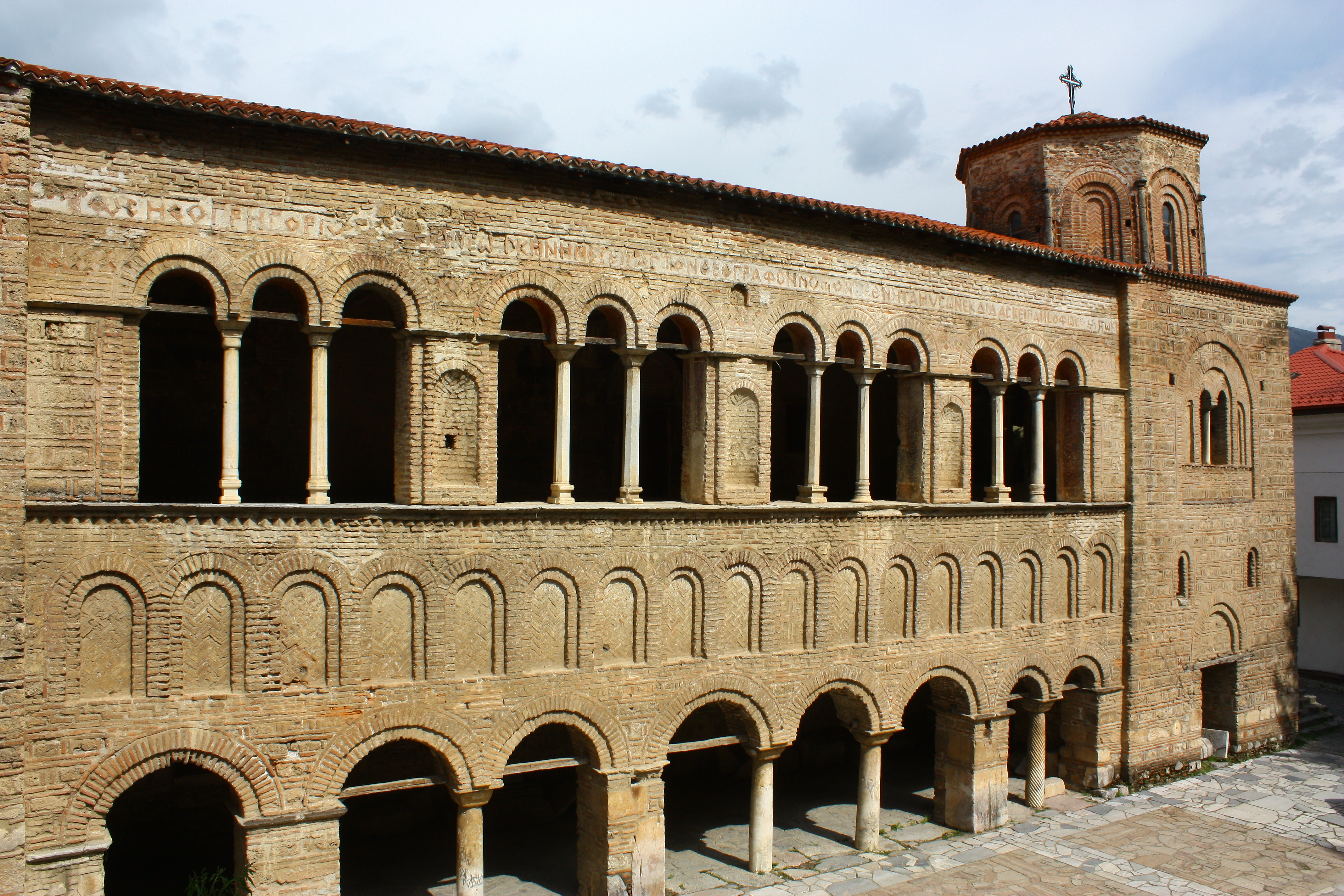
Церква Святої Софії в Охриді, де твори Стефана Серба були вперше виконані після довгого забуття.

## Цікаві факти
У Сербії ім'ям композитора названий чоловічий хор «Кир Стефан Сербин», до складу якого входять випускники Белградської академії музичного мистецтва та учасники Хору радіо і телебачення Сербії.